# متنزه جزيرة بوكهورن الحكومي
متنزه جزيرة بوكهورن الحكومية هو متنزه حكومي تبلغ مساحته 895 فدانًا (3.62 كيلومتر مربع) تقع في مقاطعة إيري ، نيويورك في بلدة جزيرة جراند. تقع الحديقة في الطرف الشمالي من جزيرة جراند.

## وصف الحديقة
يعد منتزة جزيرة بوكهرون الحكومي  معرضًا للأراضي الرطبة في نهر نياجرا في المقام الأول، ويُدار كمحمية. وعلى هذا النحو، توفر الحديقة مساحة للاستخدامات الترفيهية غير فعالة إلى حد كبير، مثل ركوب الدراجات والتزلج الريفي على الثلج وصيد الأسماك والمشي لمسافات طويلة وممر المشاة.
تم تخصيص جزء من المتنزه كمنطقة لحماية الطيور من أجل حماية مواطن التعشيش للعديد من الأنواع المدرجة على أنها مهددة في ولاية نيويورك، بما في ذلك طائر الواق واق، وطائر المرزة الشمالي، والخرشنة الشائعة، ونمنمة البردي. يعمل الموطن المحمي أيضًا كمنطقة تغذية وتكاثر للعديد من الأنواع الأخرى من الطيور المائية. كما تعمل الأراضي الرطبة في الحديقة كموقع شتوي لـ 19 نوعًا من النوارس، ما يقارب من نصف الفصائل الـ 45 في العالم.